# Ferrari 641
A Ferrari 641 (eredeti nevén Ferrari F1-90) egy Formula–1-es versenyautó, melyet a Scuderia Ferrari versenyeztetett az 1990-es szezonban. Pilótái a regnáló világbajnok Alain Prost és Nigel Mansell voltak.

## Fejlesztése
Elődjének, a 640-es modellnek a továbbfejlesztése volt, amit John Barnard tervezett. Barnard elhagyta a csapatot és a Benettonhoz igazolt, miután az autó elkészült, így Steve Nichols felügyelte a további fejlesztéseket. Motorja a V12-es 3,5 literes Tipo 036 volt, amit San Marinótól kezdve a 037-es váltott. A motor 680 lóerőre volt képes, épphogy csak elmaradva a Honda V10-eseitől, de a lassú kanyarokban nem volt annyira jó, mint az, vagy épp a Renault V10-ese, vagy a Ford-Cosworth V8-asai. Nagy tömegű motorja ellenére az autó kiválóan kezelhető volt.
Ez volt az egyik első Formula–1-es autó, amiben használták a kipörgésgátlót, méghozzá az 1990-es portugál nagydíjon, két évvel azelőtt, hogy a Williams FW14B rendszeresítette volna. Viszonylag egyszerűen kivitelezett rendszer volt, gyakorlatilag két hét alatt fejlesztették ki. Újdonság volt még a továbbfejlesztett félautomata sebességváltó, a kicsit nagyobb tengelytáv és egyéb aerodinamikai javítások. 
Az idény során Prost öt, Mansell egy győzelmet aratott, amiben szerepe volt annak is, hogy az egész autót Prost vezetési stílusa köré építették. Prost maga is sokat segített a csapategység összekovácsolásában és a kezdetben nem túl megbízható váltó hibáinak kijavításában. Ennek köszönhetően a Ferrari harcban volt a világbajnoki címért, és olyan eredményekre is képes volt, mint Mexikóban a 13. helyről nyerni. Ugyanezen a futamon Mansell hatalmas előzést mutatott be Bergerrel szemben a Peraltada kanyarban. Noha az időmérő edzéseken nem volt túl acélos, versenytempóban, különösen a gyors pályákon, tartani tudta a lépést a McLarenekkel.
A csapaton belül mindazonáltal problémákat okozott, hogy Prost sokkal inkább a reflektorfényben volt, mint Mansell. A háromszoros világbajnokra mindenki odafigyelt, ráadásul folyékonyan beszélt olaszul, ami szintén előnyöket hozott számára. Mansell-lel végig éreztették, hogy csak kettes számú versenyző. A törés a brit nagydíjon következett be, ahol Mansell dominált az időmérő edzésen, míg Prost csak szenvedett. Mivel Prost úgy vélte, hogy az ő kasztnija rosszabb, rábeszélte a csapatot, hogy cseréljék ki a kettőt. Meg is nyerte a versenyt, míg Mansell kiesett, aki, miután megtudta, mi is történt, bejelentette, hogy év végén visszavonul (amit végül nem tett meg).
A világbajnoki címet sem sikerült megszerezni, a hírhedt ütközés miatt a japán nagydíjon, ami miatt Ayrton Senna lett a bajnok. Prost és a Ferrari is csak másodikak lettek. Mansell ötödik lett a bajnokságban, egy győzelme mellé olyan eredményeket elérve, mint a ferraris búcsúfutama Ausztráliában, amit majdnem meg is nyert. Hét évig ez volt a Ferrari utolsó olyan autója, amivel érdemben küzdhetett a bajnoki címért.

## Egyéb megjelenések
1995-ben a Top Gear című műsorban Tiff Needell vezette, ahol egy Ferrari F50-es volt az ellenfele (mely egyébként hasonló alapokon épült).
A Ferrari 641 bekerült az F1 2019 játékba is, mint klasszikus versenyautó, továbbá szerepelt még a Test Drive: Ferrari Racing Legends, és a Forza Motorsport 7 című játékban.
Hat fellelhető kasztni létezik belőle, ebből négy magángyűjtőknél, egy az amerikai Museum of Modern Art-ban, egy pedig a Ferrari múzeumában.

## Eredmények
(félkövér jelöli a pole pozíciót, dőlt betű a leggyorsabb kört)
| Év   | Csapat           | Motor                                 | Gumik | Pilóták       | 1   | 2   | 3   | 4   | 5   | 6   | 7   | 8   | 9   | 10  | 11  | 12  | 13  | 14  | 15  | 16  | Pontok | Helyezés |
| ---- | ---------------- | ------------------------------------- | ----- | ------------- | --- | --- | --- | --- | --- | --- | --- | --- | --- | --- | --- | --- | --- | --- | --- | --- | ------ | -------- |
| 1990 | Scuderia Ferrari | Ferrari Tipo 036 Ferrari Tipo 037 V12 | G     |               | USA | BRA | SMR | MON | CAN | MEX | FRA | GBR | GER | HUN | BEL | ITA | POR | ESP | JPN | AUS | 110    | 2.       |
| 1990 | Scuderia Ferrari | Ferrari Tipo 036 Ferrari Tipo 037 V12 | G     | Alain Prost   | KI  | 1   | 4   | KI  | 5   | 1   | 1   | 1   | 4   | KI  | 2   | 2   | 3   | 1   | KI  | 3   | 110    | 2.       |
| 1990 | Scuderia Ferrari | Ferrari Tipo 036 Ferrari Tipo 037 V12 | G     | Nigel Mansell | KI  | 4   | KI  | KI  | 3   | 2   | 18  | KI  | KI  | 17  | KI  | 4   | 1   | 2   | KI  | 2   | 110    | 2.       |

## Forráshivatkozások
1. ↑  Scuderia Ferrari Formula 1 - Ferrari.com (angol nyelven). www.ferrari.com. (Hozzáférés: 2022. január 24.)
2. ↑  Prost's infamous 1990 F1 Ferrari to go under the hammer (amerikai angol nyelven). New Atlas, 2009. április 22. (Hozzáférés: 2022. január 24.)
3. ↑  Traction control and ABS (brit angol nyelven). Motor Sport Magazine. (Hozzáférés: 2022. január 24.)
4. ↑  Mansell makes Ferrari history in Mexico (angol nyelven). www.ferrari.com. (Hozzáférés: 2022. január 24.)
5. ↑  1990 Ferrari 641 F1 - Images, Specifications and Information. Ultimatecarpage.com. (Hozzáférés: 2022. január 24.)
6. ↑  1990 British Grand Prix race report - Decline and Fall (brit angol nyelven). Motor Sport Magazine. (Hozzáférés: 2022. január 24.)